# Chusainowo (rejon dawlekanowski)
Chusainowo (ros. Хусаиново; baszk. Хөсәйен) – wieś (ros. село, trb. sieło) w Baszkirii w rejonie dawlekanowskim. 1 stycznia 2009 roku wieś zamieszkiwało 319 osób, z których 98% stanowili Baszkirzy.